# 1814 en science
| Années de la science : 1811 - 1812 - 1813 - 1814 - 1815 - 1816 - 1817    |
| Décennies de la science : 1780 - 1790 - 1800 - 1810 - 1820 - 1830 - 1840 |

Cet article présente les faits marquants de l'année 1814 en science.

## Événements
- 1er avril : St. Margaret's Westminster est le premier quartier de Londres à être éclairé au gaz[1].

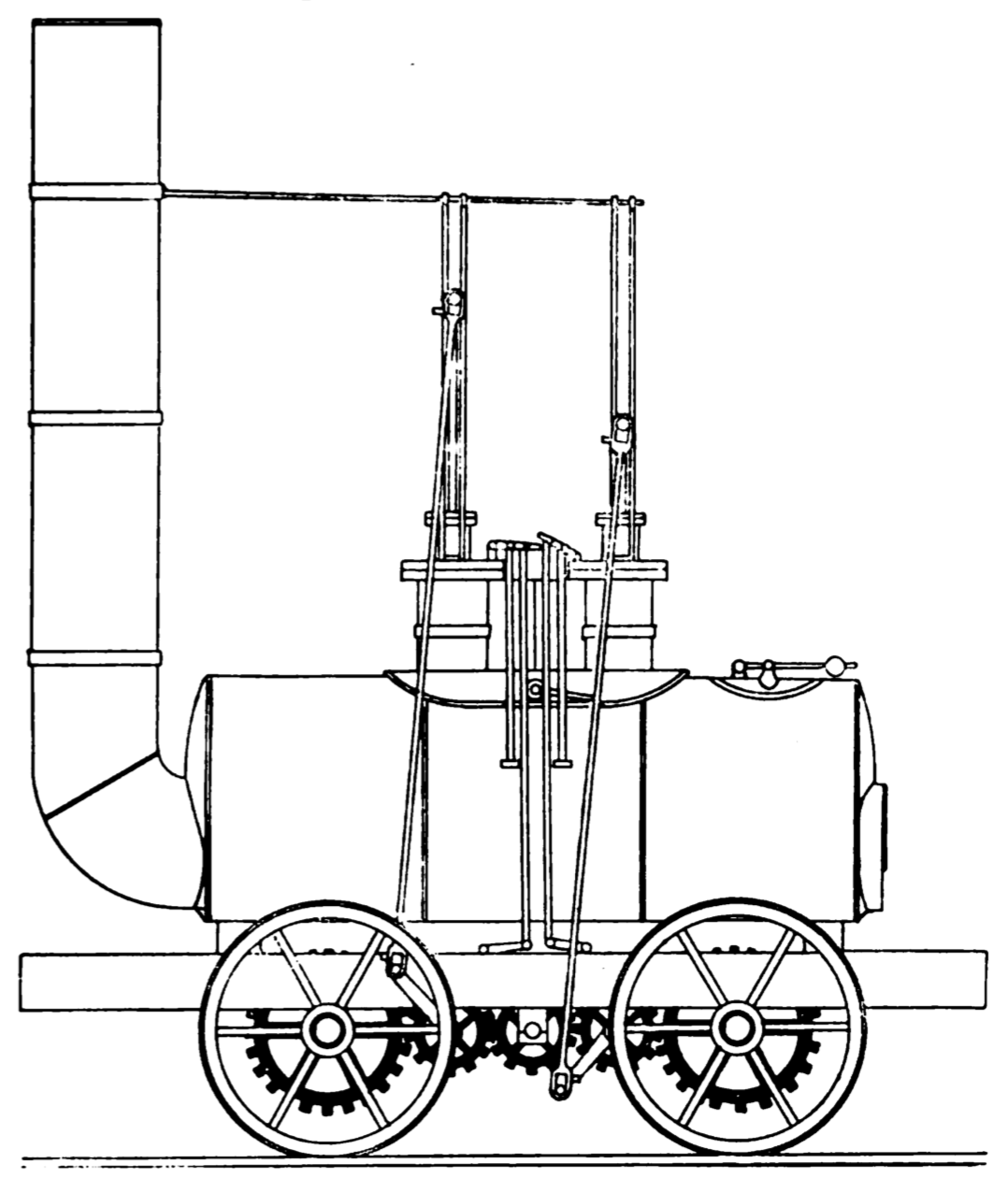
La locomotive Blucher de George Stephenson de 1814.

- 30 avril : dans une Lettre à M. le Comte Berthollet, sur la détermination des proportions dans lesquelles les corps se combinent, publiée dans les Annales de chimie et de physique, Ampère reprend l'hypothèse d'Avogadro sur les  gaz parfaits et établit la distinction entre l’atome et la molécule[2].

- 25 juillet : l'ingénieur britannique George Stephenson fait l'essai de sa première locomotive à vapeur, Blücher, qui fonctionne à la mine de Killingworth (en)[3].

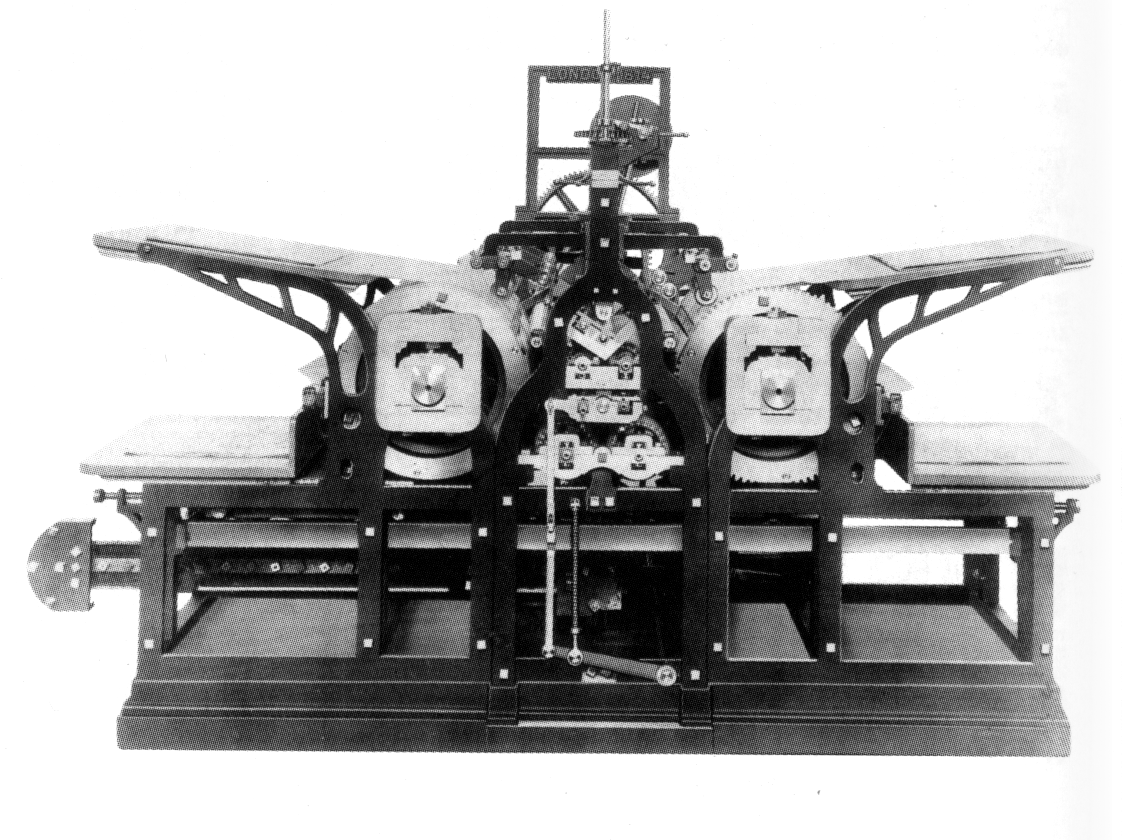
La presse mécanique de Friedrich Koenig.

- 29 novembre : premier tirage du journal The Times à Londres sur la première presse mécanique rotative à vapeur réalisée mise au point par les ingénieurs allemands Friedrich Koenig et Andreas Bauer, qui permet un tirage de 1 100 feuilles à l'heure[4].

- Le physicien allemand Joseph von Fraunhofer invente un spectroscope qui lui permet de repérer les raies du spectre solaire[5].

## Publications
- Jöns Jacob Berzelius : Essai sur un système minéralogique purement scientifique, fondé sur l'emploi de la théorie électrochimique et des proportions chimiques,  Stockholm , Gadelius.
- Laplace : Essai philosophique sur les probabilités. Dans l'introduction, il imagine un « Démon » omniscient qui pourrait tout décrire avec exactitude[6] (déterminisme dur).
- François Huber : Nouvelles observations sur les abeilles, « seconde édition, revue, corrigée et considérablement augmentée ».
- William Charles Wells : Essay on Dew , and several Appearances connected with it (Essai sur la rosée).

## Prix
- Médailles de la Royal Society
  - Médaille Copley : James Ivory
  - Médaille Rumford : William Charles Wells

## Naissances

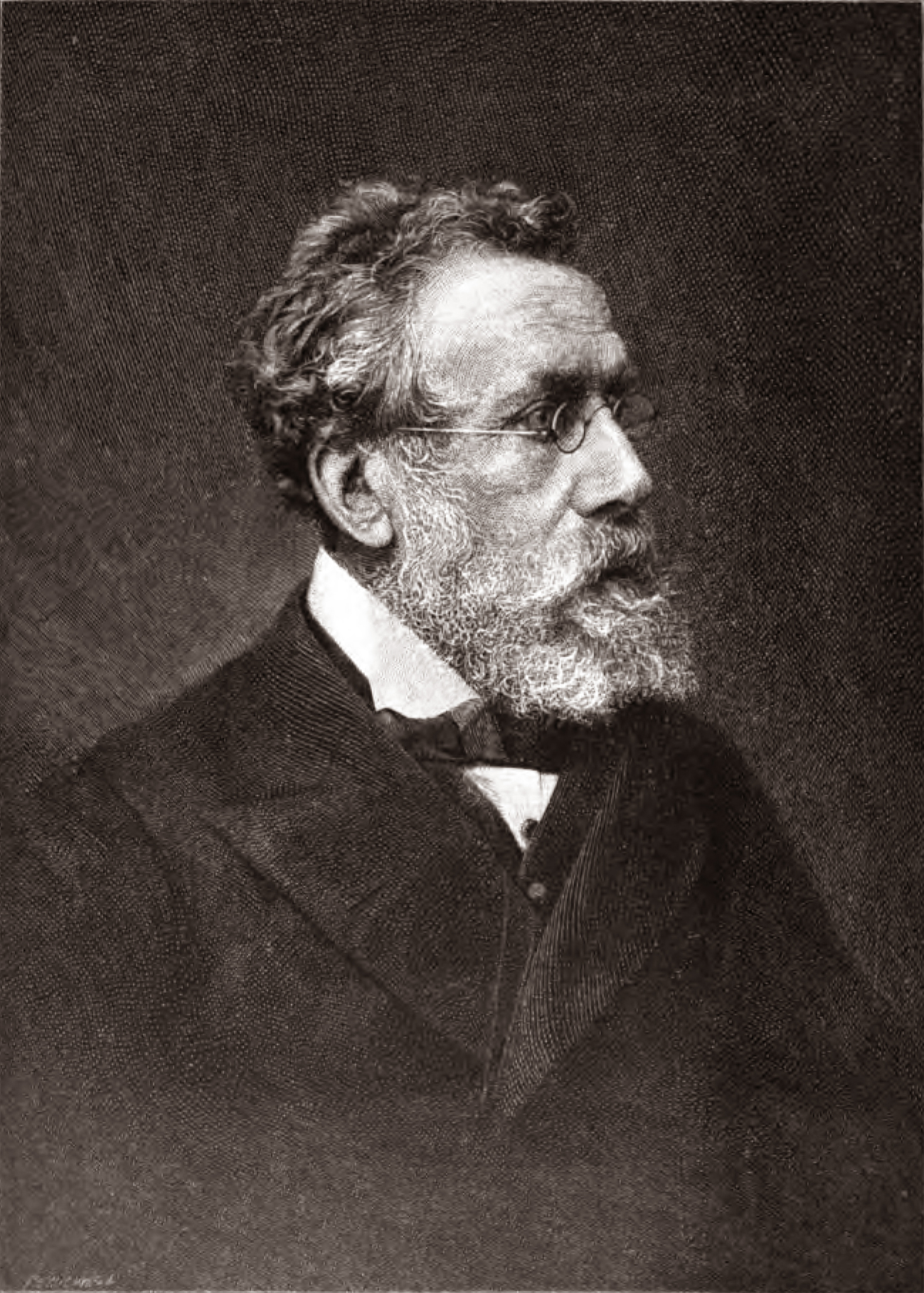
Andrew Ramsay

- 23 janvier : Alexander Cunningham (mort en 1893), archéologue et ingénieur militaire britannique.
- 31 janvier : Andrew Ramsay (mort en 1891), géologue britannique.

- 5 février : David Thomas Ansted (mort en 1880), géologue et écrivain britannique.
- 26 février : Charles Sainte-Claire Deville (mort en 1876), géologue et météorologue français.
- 28 février : Edmond Frémy (mort en 1894), chimiste français.

- 4 avril : François Clément Sauvage (mort en 1872),  ingénieur en chef des mines et député français.
- 21 avril : Paul Émile Breton de Champ (mort en 1885), mathématicien et ingénieur français.

- 27 mai : William Guybon Atherstone (mort en 1898), médecin, botaniste et géologue  britannique.
- 25 juin : Gabriel Auguste Daubrée (mort en 1896), géologue français.

- 10 juillet : Jacques-Joseph Ebelmen (mort en 1852), chimiste français.
- 21 juillet : George Dennis (mort en 1898), explorateur britannique.
- 17 juillet : Amanz Gressly (mort en 1865), géologue et paléontologue suisse.

- 11 août :
  - Jeffries Wyman (mort en 1874), médecin, anthropologue et naturaliste américain.
  - Edmond Modeste Lescarbault (mort en 1894), astronome amateur français.
- 13 août : Anders Jonas Ångström (mort en 1874), astronome et physicien suédois.
- 20 août : Raffaele Piria (mort en 1865), scientifique et chimiste italien.

- 2 septembre : Ernst Curtius (mort en 1896), archéologue et historien classique allemand.
- 8 septembre : Charles Étienne Brasseur de Bourbourg (mort en 1874), missionnaire français,  pionnier de l’archéologie et de l’histoire précolombienne.
- 27 septembre : Daniel Kirkwood (mort en 1895), astronome américain.

- 1er octobre : Hervé Faye (mort en 1902), astronome français.
- 7 octobre : Édouard Filhol (mort en 1883), scientifique et homme politique français.

- 15 novembre : John William Douglas (mort en 1905), entomologiste britannique.
- 21 novembre : Thomas Mayo Brewer (mort en 1880), naturaliste américain.
- 25 novembre : Julius Robert von Mayer (mort en 1878), médecin et physicien allemand.

- 7 décembre : Jacques Nicolas Ernest Germain de Saint-Pierre (mort en 1882), botaniste français.
- 20 décembre : Jules de La Gournerie (mort en 1883), ingénieur et mathématicien français.

## Décès
- 14 janvier : Abbé Charles Bossut (né en 1730), géomètre français, membre de l'Académie des sciences.

- 26 mars : Joseph Ignace Guillotin (né en 1738), médecin et homme politique français.
- 31 mars : Pierre Sonnerat (né en 1748), naturaliste et explorateur français.

- 26 juin : Dominique Villars (né en 1745), botaniste français.

- 19 juillet : Matthew Flinders (né en 1774), navigateur et explorateur britannique.

- 21 août : Benjamin Thompson (né en 1753), physicien américain.

- 2 septembre : Jean-Emmanuel Gilibert (né en 1741), homme politique et botaniste français.
- 8 septembre : Philibert Chabert (né en 1737), vétérinaire français.

- 1er octobre : Guillaume-Antoine Olivier (né en 1756), naturaliste et entomologiste français.

- 9 décembre : Joseph Bramah (né en 1748), mécanicien et inventeur anglais.